# Musée d'Art contemporain de Barcelone
Le musée d'Art contemporain de Barcelone (Museu d'Art Contemporani de Barcelona), ou MACBA, est un musée consacré principalement à l'exposition d'œuvres réalisées pendant la seconde moitié du XXe siècle. Il est situé dans le quartier d'El Raval de la capitale catalane, très proche du Centre de culture contemporaine de Barcelone (CCCB). Bartomeu Marí est l'actuel directeur.

## Historique
L'idée de créer à Barcelone un musée d'art contemporain est due à l'historien et critique d'art Alexandre Cirici-Pellicer qui, en 1959, a commencé à réunir une collection. Cirici-Pellicer a bénéficié de l'aide d'autres amateurs d'art qui ont contribué à accroître cette collection, présentée lors de différentes expositions itinérantes avec également des œuvres d'artistes de cette période ; cependant, en 1963, l'exposition El arte y la paz aux accents antifranquistes évidents sonne le glas de l'idée de Cirici-Pellicer. La collection est alors déposée au musée Víctor Balaguer.
L'idée est reprise en 1985, avec la création, par la municipalité de Barcelone et la Generalitat de Catalunya d'un consortium et la décision d'installer un nouveau musée dans l'ancienne Maison de la Charité. L'idée est à nouveau en sommeil jusqu'en 1986, quand le maire de Barcelone, Pasqual Maragall, propose la construction d'un nouvel édifice afin d'abriter le siège du nouveau musée. En 1987, est constituée la Fundació privada Museu d'Art Contemporani, qui a été réunie au consortium formé par les deux administrations publiques.

## Bâtiment
La conception du musée est due à l'architecte américain Richard Meier. L'édifice projeté par cet architecte tend à unir l'art contemporain exposé à l'intérieur avec les formes historiques des bâtiments limitrophes. L'entrée au MACBA donne accès à un hall d'accueil, un espace circulaire marqué par une forte verticalité, depuis lequel, au moyen de rampes d'accès, une distribution vers les salles d'exposition est assurée. L'emploi de la couleur blanche, complétée par l'utilisation de larges parois de verre et de matériaux réfléchissants, en fait un bâtiment d'une luminosité toute particulière.
Construit de 1987 à 1995, le MACBA a ouvert ses portes le 28 novembre 1995.

## Collections
De façon évidente, le musée a beaucoup orienté ses collections vers la jeune génération d'artistes contemporains catalans, avec notamment de nombreuses œuvres de leur chef de file Miquel Barceló. Il conserve également des œuvres de Marcel Broodthaers, Ferran García Sevilla…

## Controverses
En mars 2011, le collectionneur Philippe Méaille consent un prêt de 800 œuvres du collectif Art and Language. En octobre 2017, Philippe Méaille crée une polémique en rapatriant sa collection au château de Montsoreau-Musée d'art contemporain qu'il avait fondé en 2016, en arguant de l'instabilité politique de la Catalogne et de problèmes liés à la sécurité,. Le MACBA prendra acte de la décision de Philippe Méaille en précisant que la sécurité des œuvres était assurée.

## Directeurs
- Alexandre Cirici i Pellicer : 1963-?
- Lluís Monreal i Agustí : ?-1989
- Daniel Giralt-Miracle : 1989-1994
- Miquel Molins : 1995-1998
- Manuel J. Borja-Villel : 1998-2007
- Bartomeu Marí i Ribas : 2008-2015
- Ferran Barenblit : depuis 2015